# وستوود (ایندیانا)
وستوود (به انگلیسی: Westwood) یک منطقهٔ مسکونی در ایالات متحده آمریکا است که در شهرستان هنری، ایندیانا واقع شده‌است. وستوود ۳۲۳٫۰۹ متر بالاتر از سطح دریا واقع شده‌است.